# All Music Awards
 (mars 2023).
Les All Music Awards sont des récompenses musicales créées en 2003 par  Radio Zéphyr. Ce sont des prix décernées chaque année au Togo depuis sa création afin d’honorer les acteurs et actrices de la filière musicale togolaise.

## Histoire
Les All Music Awards voient le jour en 2003, initialement sous l'appellation  « Togo Hip Hop Awards » (THHA). L'évènement a été créé dans le but de promouvoir les artistes, encourager l'atteinte de l'excellence à travers la compétition. En 2012 il prend le nom de All Music Awards afin de prendre en compte la diversité des tendances qui s'expriment dans la musique togolaise.
Les artistes sont récompensés dans treize catégories, parmi lesquelles le tube de l’année, la meilleure chanson rap, la meilleure chanson de musique moderne d’inspiration traditionnelle, la meilleure chanson RnB, la meilleure chanson gospel, la découverte hip hop, la meilleure chanson cool catché et le meilleur groupe cool catché.
De nouvelles catégories ont été ajoutées en 2019, dont celles de meilleur artiste masculin de l'année, de meilleur artiste féminin de l'année, chanson urbaine de l'année, meilleur artiste gospel de l’année, et meilleure vidéo de l'année,. C’est la plus grande cérémonie de distinction des artistes du pays. 
Pour l'édition 2023 qui se tint le 16 décembre 2023 au Palais des Congrès de Lomé, les organisateurs récompensèrent les acteurs de la musique togolaise dans 25 catégories. Pour cette année, ils offrirent des récompenses pour la meilleure collaboration, le meilleur clip vidéo, le meilleur beatmaker et la meilleure chanson hip-hop de l'année, entre autres.
Pour marquer les 20 ans de cet événement débuté en 2003, les initiateurs décidèrent de rendre hommage à certains artistes qui avaient marqué l'histoire de la musique togolaise en créant des œuvres mémorables et durables, ayant impacté plusieurs générations.
Ainsi, les organisateurs de l'événement décidèrent d'octroyer un trophée à une vieille gloire de la musique togolaise, un artiste qui s'était montré particulièrement créatif durant toute sa carrière, un manager d'artiste exceptionnel ainsi qu'un producteur ayant excellé dans la production des artistes.

## Éditions
[à recycler]

### 17eédition
La 17e édition se tient le 18 décembre 2020 à l’institut français du Togo. Elle voit l’introduction de la catégorie « meilleure performance live », primée d’un million de francs CFA par l’Institut français, et se déroule sous le thème « La participation active de l’artiste dans la sensibilisation contre la Covid-19 », avec des catégories dédiées,.
Récompenses :
- Meilleur clip vidéo de l’année : Lauraa
- Meilleur artiste de la diaspora : Phenix Family
- Artiste révélation de l’année : J-Gado
- Meilleur collaboration de l’année : Juliano
- Meilleur beatmaker de l’année : Tha Vicious
- Meilleur artiste d’inspiration traditionnelle : Marco le Disciple
- Meilleur chanson hip-hop de l’année : Pikaluz
- Meilleur réalisateur de l’année : J-Breezy de Kabash
- Meilleur artiste gospel : Precious
- Meilleur artiste messager parolier : Mesko
- Meilleur artiste masculin de l’année : Santrinos Raphaël
- Meilleur chanson covid : Maxfire
- Meilleur artiste engagé covid : Kaporal Wizdom
- Meilleure performance live : Charl'Ozzo
- Artiste féminin de l’année : Noirevelours
- Meilleur chanson lover : Santrinos Raphaël feat Zeynab
- Tube de l’année : Hustler de Juliano
- Découverte de l’année : Daoud

### 18eédition
La 18e édition se tient le 23 décembre 2021 à l’hôtel 2 Février à Lomé. Santrinos Raphaël est l’artiste le plus primés, avec quatre prix : Meilleur artiste masculin de l’année, Meilleur album, Meilleur artiste de la chanson influent du web en 2021, Meilleur chanson la plus écoutée et regardée en ligne en 2021,.
Récompenses, :
- Meilleur album : Coup de cœur de Santrinos Raphaël
- Meilleure collaboration : So Bless Feat Sethlo de Shad
- Meilleur beatmaker : I’Drums
- Meilleure chanson lover : Aimer encore de Kiko Golden Boy
- Meilleur artiste gospel : El God
- Meilleure chanson d’inspiration traditionnelle : Netse de Kossi Ape’son
- Meilleur réalisateur : J-Breezy Kabash Business Production
- Meilleur vidéo clip : Pourquoi tu mens feat Linos de Vika Officiel
- Meilleure chanson hip hop : Winner d’El miliaro
- Meilleure musique urbaine : Kokoloko de R-Venio
- Meilleur artiste de la diaspora : Peter Solo
- Meilleure révélation de l’année : Emorej pour Prayer feat Juliano
- Meilleure performance live : Lord Carlos
- Meilleur artiste masculin : Santrinos Raphaël
- Meilleur artiste féminin : Senzaa
- Chanson la plus écoutée et la plus regardée en ligne : Maladie d’amour de Santrinos Raphaël
- Meilleur artiste influent du web : Santrinos Raphaël
- Découverte artiste de l’année : Sly Feel
- Découverte DJ de l’année : Dj Vans
- Découverte danse : Flash Joy
- Tube de l’année : So Bless Feat Sethlo de Shad